# Любовка (Тульская область)
Любовка — деревня в Тульской области России.
В рамках административно-территориального устройства входит в состав Рига-Васильевского сельского округа Новомосковского района, в рамках организации местного самоуправления включается в муниципальное образование город Новомосковск со статусом городского округа.

## География
Деревня находится в северо-восточной части Тульской области, в лесостепной зоне, в пределах Среднерусской возвышенности, на левом берегу реки Любовки, к югу от автодороги 70К-424, у юго-западной окраины города Новомосковска, административного центра округа. Абсолютная высота — 213 метров над уровнем моря.

### Климат
Климат характеризуется как умеренно континентальный, с умеренно холодной снежной зимой и тёплым летом. Средняя температура воздуха самого холодного месяца (января) — −11 — −10,9 °C (абсолютный минимум — −42 °C), средняя температура самого тёплого (июля) — 18 — 18,1 °С (абсолютный максимум — 37 °С). Безморозный период длится в среднем 140 дней. Среднегодовое количество атмосферных осадков составляет 540—545 мм, из которых большая часть (около 365—375 мм) выпадает в период с апреля по октябрь. Снежный покров держится в течение 134—140 дней.

### Часовой пояс
Деревня Любовка, как и вся Тульская область, находится в часовой зоне МСК (московское время). Смещение применяемого времени относительно UTC составляет +3:00.

## Население
| 2010 |
| ---- |
| 9    |

### Национальный состав
Согласно результатам переписи 2002 года, в национальной структуре населения русские составляли 93 % из 14 чел.

## История
Административно-территориальная принадлежность:
- 14 января 1929 — 2 ноября 1931 года  — деревня Ильинского сельсовета Узловского района Центрально-Промышленной (до 3 июня 1929 года) и Московской (с 3 июня 1929 года) области РСФСР СССР.
- 2 ноября 1931 — 27 декабря 1933 года — деревня Ильинского сельсовета города Бобрики Московской области РСФСР СССР.
- 27 декабря 1933 — 26 сентября 1937 года, 20 декабря 1942 — 27 марта 1957 года — деревня Ильинского сельсовета города Сталиногорска Московской области РСФСР СССР.
- 26 сентября 1937 — 20 декабря 1942 года, 27 марта 1957 — 1 августа 1958 года — деревня Ильинского сельсовета города Сталиногорска Тульской области РСФСР СССР.
- 1 августа 1958 — 13 ноября 1961 года — деревня Ильинского сельсовета Сталиногорского района Тульской области РСФСР СССР.
- 13 ноября 1961 — 1 февраля 1963 года — деревня Ильинского сельсовета Новомосковского района Тульской области РСФСР СССР.
- 1 февраля 1963 — 26 мая 1964 года — деревня Ильинского сельсовета Новомосковского сельского района Тульской области РСФСР СССР.
- 26 мая 1964 — 13 января 1965 года — деревня Рига-Васильевского сельсовета Новомосковского сельского района Тульской области РСФСР СССР.
- 13 января 1965 — 26 декабря 1991 года — деревня Рига-Васильевского сельсовета Новомосковского района Тульской области РСФСР СССР.
- 26 декабря 1991 — 22 февраля 1994 года — деревня Рига-Васильевского сельсовета Новомосковского района Тульской области РФ.
- С 22 февраля 1994 года по настоящее время — деревня Рига-Васильевского сельского округа Новомосковского района Тульской области РФ.